# Lissochelifer strandi
Espèce
Synonymes
- Chelifer strandi Ellingsen, 1907

Lissochelifer strandi est une espèce de pseudoscorpions de la famille des Cheliferidae.

## Distribution
Cette espèce est endémique de Tanzanie.

## Description
Le mâle holotype mesure 2,71 mm.

## Publication originale
- Ellingsen, 1907 : Über einige Pseudoskorpione aus Deutsch-Ostafrika. Zoologischer Anzeiger, vol. 32, p. 28-30 (texte intégral).